# The Greatest Hits Tour
The Greatest Hits Tour var det irske boyband Westlifes 3. tour. De startede i Storbritannien, efter det Tyskland, efter det Schweiz, efter det Belgien, efter det Holland, efter det Tyskland igen, efter det Danmark, efter det Norge, efter det Sverige, efter det Storbritannien, efter det Irland, efter det Storbritannien igen og til sidst Irland igen.

## Setliste
- When You're Looking Like That
- If I Let You Go
- Tonight
- Flying Without Wings
- My Love
- Bop Bop Baby
- Queen Of My Heart
- To Be With You
- I Get Around
- Do You Love Me
- Twist & Shout
- Great Balls of Fire
- Kiss
- Fool Again
- Swear It Again
- Written In The Stars
- Unbreakable
- Uptown Girl
- What Makes a Man
- World Of Our Own

## Tour datoer
| Dato      | By         | Arena                  | Land       |
| --------- | ---------- | ---------------------- | ---------- |
| 13. April | Cardiff    | International Arena    | Wales      |
| 14. April | Cardiff    | International Arena    | Wales      |
| 15. April | Cardiff    | International Arena    | Wales      |
| 17. April | London     | Dorkland Arena         | England    |
| 21. April | Stuttgart  | Schleyerhalle          | Tyskland   |
| 22. April | Nurnberg   | Arena                  | Tyskland   |
| 24. April | Berlin     | Max-Schmeling-Arena    | Tyskland   |
| 25. April | Leipzig    | Messehalle 7           | Tyskland   |
| 27. April | Zürich     | Hallestation           | Schweiz    |
| 29. April | Köln       | Kölnrena               | Tyskland   |
| 30. April | Bruxelles  | Forest National        | Belgien    |
| 1. Maj    | Rotterdam  | Ahoy                   | Holland    |
| 3. Maj    | München    | Olympiahalle           | Tyskland   |
| 4. Maj    | Frankfurt  | Festhalle              | Tyskland   |
| 5. Maj    | Hannover   | Preussag Arena         | Tyskland   |
| 6. Maj    | Hamburg    | Color-line             | Tyskland   |
| 8. Maj    | København  | Forum København        | Danmark    |
| 9. Maj    | Oslo       | Spektrum               | Norge      |
| 10. Maj   | Stockholm  | Globe                  | Sverige    |
| 11. Maj   | Stockholm  | Globe                  | Sverige    |
| 12. Maj   | Göteborg   | Scandinivan            | Sverige    |
| 15. Maj   | Nottingham | Ice Arena              | England    |
| 16. Maj   | Nottingham | Ice Arena              | England    |
| 17. Maj   | Nottingham | Ice Arena              | England    |
| 19. Maj   | Belfast    | Odyssey                | Nordirland |
| 20. Maj   | Belfast    | Odyssey                | Nordirland |
| 21. Maj   | Belfast    | Odyssey                | Nordirland |
| 23. Maj   | Glasgow    | SECC                   | Skotland   |
| 24. Maj   | Glasgow    | SECC                   | Skotland   |
| 25. Maj   | Glasgow    | SECC                   | Skotland   |
| 27. Maj   | Birmingham | NEC                    | England    |
| 28. Maj   | Birmingham | NEC                    | England    |
| 29. Maj   | Birmingham | NEC                    | England    |
| 31. Maj   | Birmingham | NEC                    | England    |
| 1. Juni   | Birmingham | NEC                    | England    |
| 3. Juni   | London     | Wembley Arena          | England    |
| 4. Juni   | London     | Wembley Arena          | England    |
| 5. Juni   | London     | Wembley Arena          | England    |
| 7. Juni   | London     | Wembley Arena          | England    |
| 8. Juni   | London     | Wembley Arena          | England    |
| 10. Juni  | Manchester | Evening News Arena     | England    |
| 11. Juni  | Manchester | Evening News Arena     | England    |
| 12. Juni  | Manchester | Evening News Arena     | England    |
| 14. juni  | Manchester | Evening News Arena     | England    |
| 15. Juni  | Manchester | Evening News Arena     | England    |
| 17. Juni  | Belfast    | Odyssey                | Nordirland |
| 18. Juni  | Belfast    | Odyssey                | Nordirland |
| 19. Juni  | Belfast    | Odyssey                | Nordirland |
| 21. Juni  | Belfast    | Odyssey                | Nordirland |
| 22. Juni  | Belfast    | Odyssey                | Nordirland |
| 24. Juni  | Belfast    | Odyssey                | Nordirland |
| 25. Juni  | Belfast    | Odyssey                | Nordirland |
| 27. Juni  | Dublin     | Lansdowne Road Stadium | Irland     |
| 28. Juni  | Dublin     | Lansdowne Road Stadium | Irland     |
| 1. Juli   | Newcastle  | Metro Radio Arena      | England    |
| 2. Juli   | Newcastle  | Metro Radio Arena      | England    |
| 3. Juli   | Newcastle  | Metro Radio Arena      | England    |
| 5. Juli   | Newcastle  | Metro Radio Arena      | England    |
| 6. Juli   | Newcastle  | Metro Radio Arena      | England    |
| 8. Juli   | Glasgow    | SECC                   | Skotland   |
| 9. Juli   | Glasgow    | SECC                   | Skotland   |
| 10. Juli  | Glasgow    | SECC                   | Skotland   |
| 12. Juli  | Glasgow    | SECC                   | Skotland   |
| 13. Juli  | Glasgow    | SECC                   | Skotland   |
| 15. Juli  | Glasgow    | SECC                   | Skotland   |
| 16. Juli  | Aberdeen   | AECC                   | Skotland   |
| 17. Juli  | Aberdeen   | AECC                   | Skotland   |
| 18. Juli  | Sheffield  | Hallam FM Arena        | England    |
| 19. Juli  | Sheffield  | Hallam FM Arena        | England    |
| 21. Juli  | Sheffield  | Hallam FM Arena        | England    |
| 22. Juli  | Sheffield  | Hallam FM Arena        | England    |
| 25. Juli  | Sligo      | Sligo Stadium          | Irland     |